# 河内正夫
河内 正夫（かわち まさお、1949年〈昭和24年〉3月17日 - ） は、日本の通信工学者。工学博士。NTT先端技術総合研究所所長。NTTエレクトロニクスフェロー。世界初の石英系平面光波回路技術を実現した。紫綬褒章受章。

## 人物・経歴
群馬県生まれ。1973年に東京工業大学大学院理工学研究科電子物理工学専攻修士課程を修了し、日本電信電話公社茨城電気通信研究所に入所。1978年、東京工業大学工学博士。1982年、カナダ通信研究所（CRC）交換研究員。1996年、日本電信電話基礎技術総合研究所研究企画部長。1998年、日本電信電話光エレクトロニクス研究所所長。1999年、日本電信電話未来ねっと研究所所長。2003年、日本電信電話先端技術総合研究所所長。2005年、NTTエレクトロニクス取締役技術開発本部長。2008年、電子情報通信学会エレクトロニクス・ソサイエティ会長。2009年、NTTエレクトロニクスフェロー。光ファイバ研究を行い、世界で初めて石英系平面光波回路技術を実現するなどした。

## 受賞
- 日本電信電話公社総裁表彰（1982年）[4]
- 電子情報通信学会論文賞（1984年）[2]
- 電子情報通信学会業績賞（小林記念特別賞）（1992年）[2][4]
- 光産業技術振興協会櫻井健二郎氏記念賞（1995年）[2]
- 電子情報通信学会業績賞（1998年）[2]
- 科学技術庁長官賞・科学技術功労賞（1999年）[2]
- 大河内記念技術賞（2000年）[2]
- IEEE Fellow（2002年）[4]
- 電子情報通信学会フェロー（2003年）[4]
- NTT R&Dフェロー（2005年）[4]
- 紫綬褒章（2008年）[2]
- 電子情報通信学会功績賞（2009年）[2]